# تترادراخما

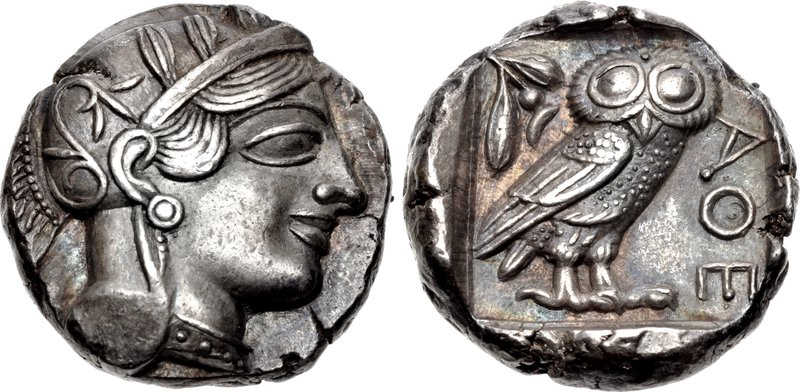
تترادراخما من أثينا بعد 499 ق.م تُظهر رأس أثينا والبومة

تترادراخما (باليونانية: tetrádrakhmon) كانت عملة فضية يونانية قديمة تعادل قيمتها أربعة من دراخما. في أثينا إسِتبدلت هذه العملة العملة السابقة «شعارات النبالة أو درهم اليونان» وإسُتخدمت لفترة زمنية طويلة من حوالي 510 ق.م إلي حوالي 38 ق.م.

## التاريخ السابق وأثينا
التحول من الدرهم اليوناني إلي التترادراخما حدث خلال الفترة 525–510 ق.م. التخلي عن درهم شعارات النبالة والتترادراخما القديمة (البومة سابقاً) في بوليس أثينا حدث بعد معركة  سالاميس، 480 ق.م. هذا التحول دُعم باكتشاف عملة النقود المعاصرة، المزيد من النقود المعاصرة تم إيجادها في الأكروبوليس في عام 1886.

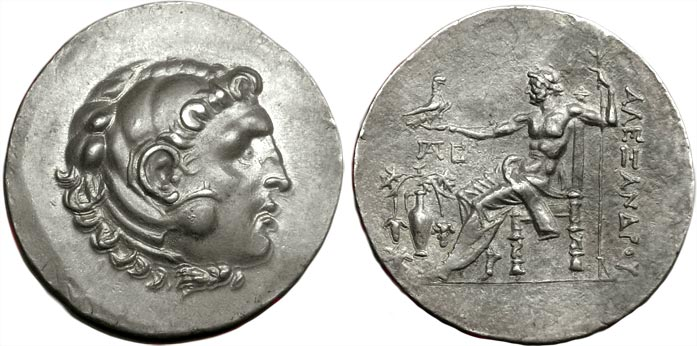
تترادراخما مطبوعة من تيمنوس (مدينة يونانية) مابين عام 188-170 ق.م، تُظهر الإسكندر الأكبر في هيئة جلوس هرقل و زيوس.

وقد أستخدم التترادراخما الأثيني على نطاق واسع في المعاملات في جميع أنحاء العالم اليوناني القديم، بما في ذلك في المدن الغير ودية سياسياً لأثينا. كان لدى أثينا مناجم فضة [الإنجليزية] في ملكيتها، والتي قدمت السبائك. الأكثر شهرة كان منجم الفضة في لافريو على مسافة قريبة من أثينا. تم صك الوجة علي التترادراخما الأثينية بوجه أثينا، وعلى العكس صورة لبومة أثينا، الرمز الأيقوني للقطب الأثيني، مع غصن من الزيتون وهلال للقمر. وفقا لفيلوخوروس، كان يعرف باسم glaux (باليونانية:ύξαύξ، بومة صغيرة) في جميع أنحاء العالم القديم و «البومة» في علم المسكوكات الحالي. تم الاحتفاظ بالتصميم بشكل أساسي دون تغيير لأكثر من قرنين من الزمان، وفي ذلك الوقت أصبح عتيق الطراز وقديمًا. للتمييز بين عملتها من العملة المنافسة من أجانيطس باستخدام مقادر «ستاتير» حوالي 12.3 غرام، وضعت أثينا التترادراخما الخاص بها على أساس معيار «أتيكي» يقدر بـ 4.3 غرام لكل دراخما. العدد الكبير من «التترادراخما-البومة» المتاحة في تلك الأيام أساسا من مناجم الفضة من لافريو مولت الإنجازات العديدة لأثينا، مثل إعادة بناء الأكروبوليس وبناء البارثينون، فضلا عن العديد من الحروب، بما في ذلك الحرب البيلوبونيسية.

## في الاقتصادات الأخرى

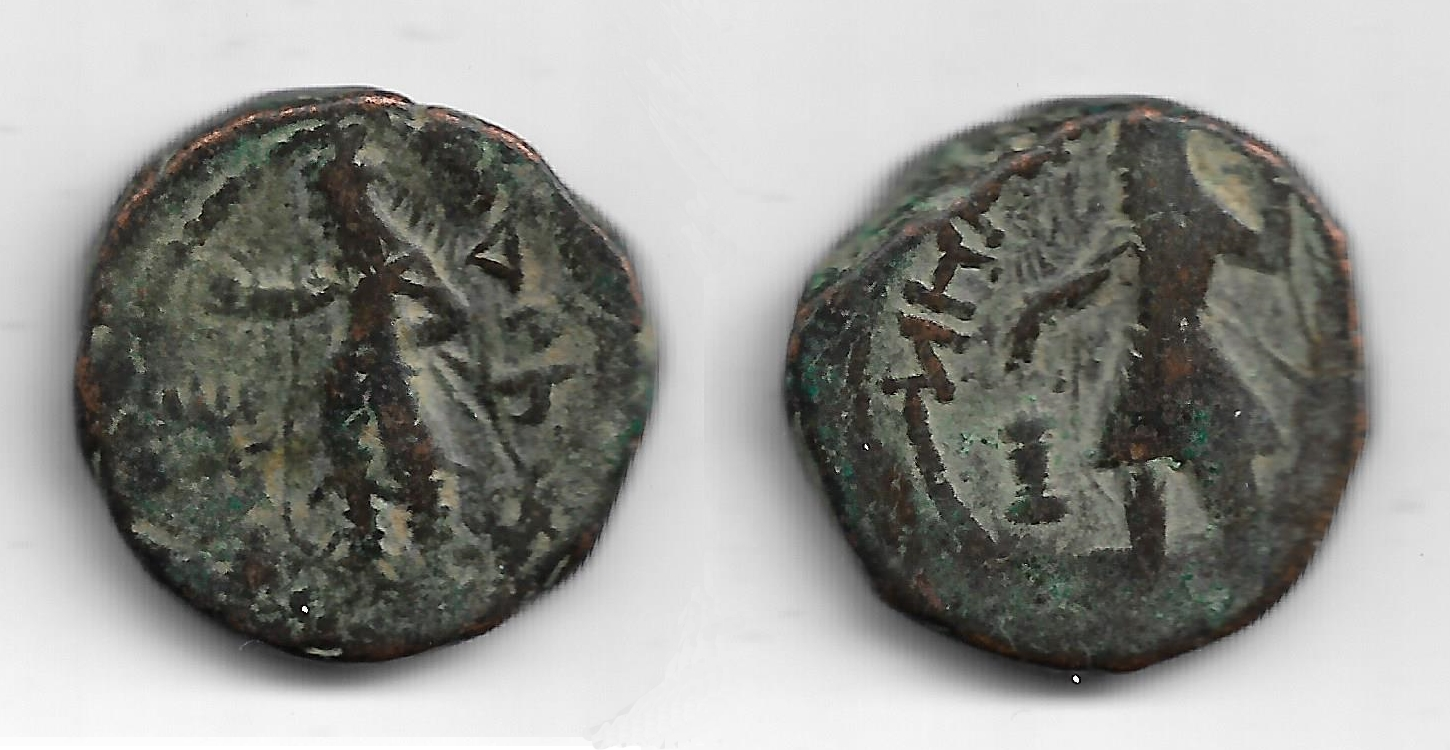
تترادراخما من باختر تحت حكم إمبراطورية كوشان في الفترة 100--300 ق.م.

استخدام التترادراخما كعملة سرعان ما تم إستخدامه من قِبل الدول-المدن الأخرى في اليونان القديمة، بما في ذلك المستعمرات في آسيا الصغرى وماجنا غراسيا وفي المستعمرات الأخرى حول البحر الأبيض المتوسط. مع جيوش الإسكندر الأكبر انتشرت العملة أكثر إلى المناطق المتأثرة باليونان في إيران والهند الحالية.
كانت التترادراخما معتادة كعملة تجارية.

## المعرض

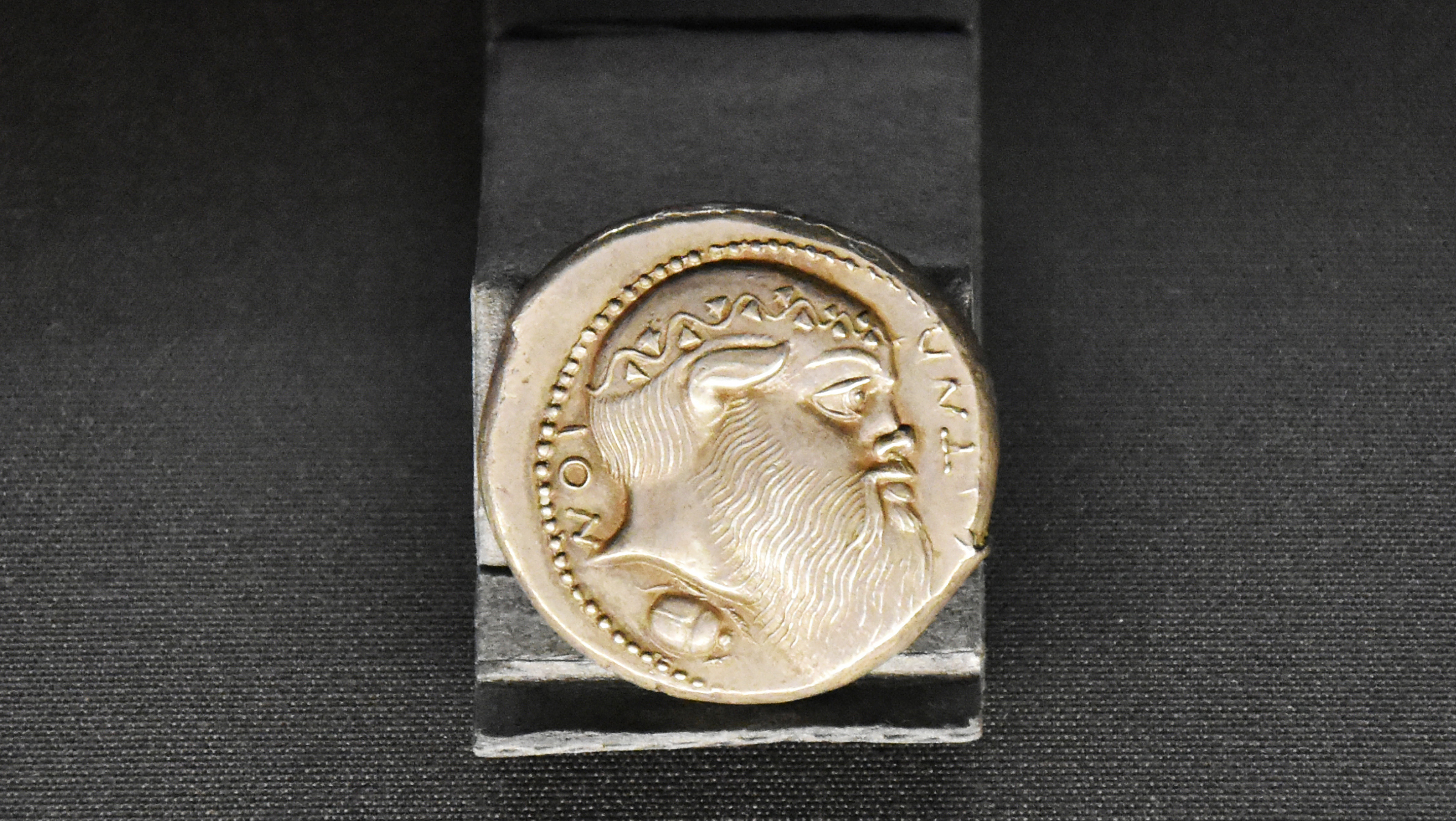
تترادراخما أثينا
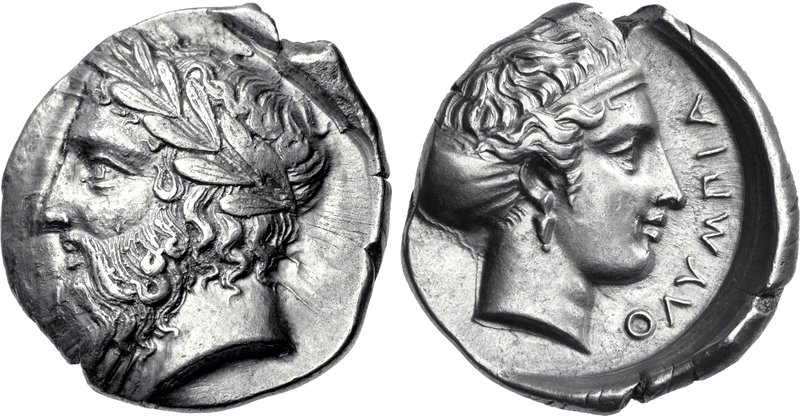
تترادراخما أوليمبيا
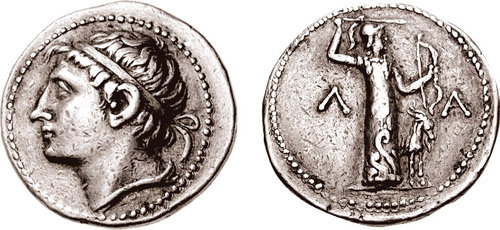
تترادراخما أسبرطة
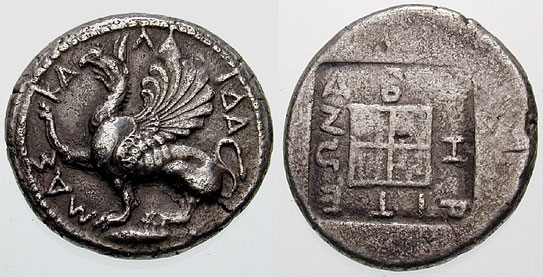
تترادراخما أبديرة
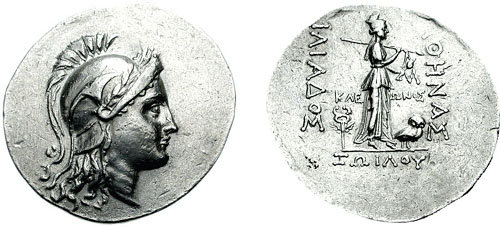
تترادراخما طروادة
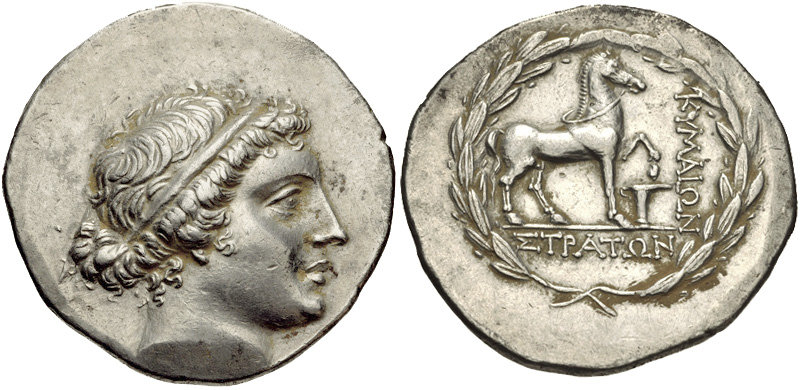
تترادراخما كيميه
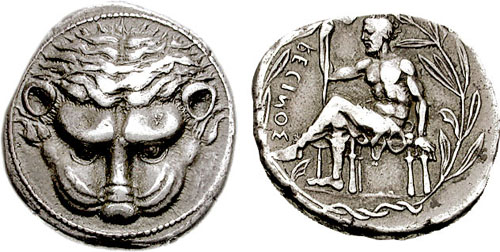
تترادراخما ريدجو كالابريا (كانت تُسمي قديماً ريغون)
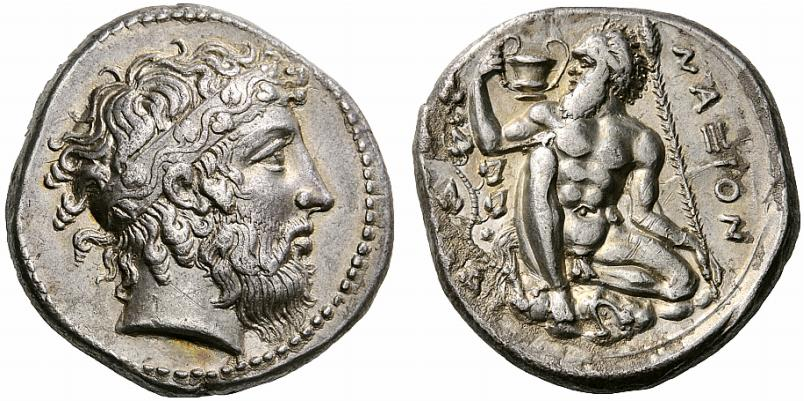
تترادراخما ناكسوس
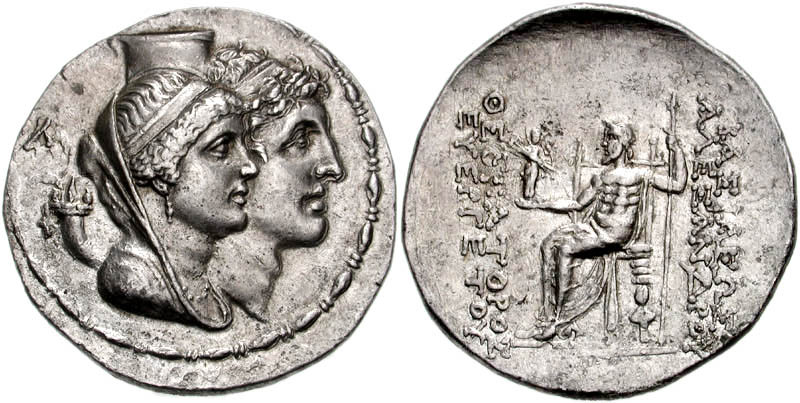
تترادراخما كليوباترا ثيا
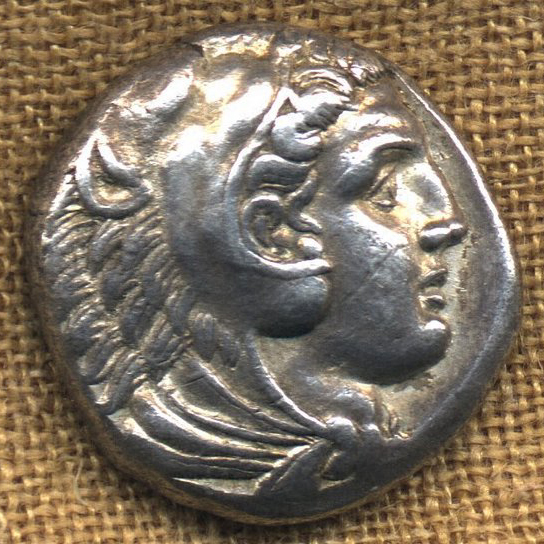
تترادراخما الإسكندر الأكبر

## روابط خارجية
- صور تترادراخما أثينية (باللغة الأنجليزية)